# Sharon Bezaly
Sharon Bezaly (Tel Aviv oktober 1972) is een Zweedse fluitiste van Israëlische afkomst. 
Bezaly bleek al snel een natuurtalent op de dwarsfluit. Ze begon met spelen op haar elfde en toen ze veertien jaar oud was volgde al haar debuut op het concertpodium, samen met het Israëlisch Filharmonisch Orkest onder leiding van Zubin Mehta.
Na haar studie in Israël vertrok ze naar Parijs (op advies van de beroemdste fluitist ooit Jean-Pierre Rampal) voor een studie aan het Conservatorium van Parijs. Aldaar viel ze al in de prijzen: een eerste prijs in de categorie fluit en kamermuziek. Daarna werd ze solofluitist van het Camerata Academica Salzburg. In 1997 begon ze aan een solocarrière, die haar de hele wereld zou overbrengen en in contact zou brengen met allerlei andere solomusici, ensembles en orkesten. Overal sleepte ze internationale prijzen in de wacht.
Inmiddels is haar vermaardheid zo groot dat ze elk jaar wel een opdracht kan uitvaardigen voor het componeren om meer 21e-eeuwse muziek voor de dwarsfluit te verkrijgen. Daarnaast speelt ze ook nog het repertoire uit vorige eeuwen. Sofia Goebaidoelina, Kalevi Aho, Sally Beamish, Haukur Tómasson, Uljas Pulkkis, Christian Lindberg en Zhou Long hebben al muziek voor haar geschreven. Het fluitconcert van Goebaidoelina beleeft in januari 2008 zijn première in het Amsterdamse Concertgebouw. Van de meeste opdrachten zijn inmiddels ook opnamen beschikbaar.
Haar muzikaliteit op de fluit wordt wel vergeleken met dat van Vladimir Horowitz op de piano of David Oistrach op de viool. Bezaly heeft een platencontract bij Bis Records, ze is getrouwd met de directeur van Bis Robert von Bahr. Ook de compact discs leveren haar prijzen op.